# Krzysztof Stapkowski
Krzysztof Stapkowski (ur. 1621, zm. 1667?) – oficer (rotmistrz) u Jeremiego Wiśniowieckiego, w 1649 niezależnie od Mikołaja  Skrzetuskiego przedarł się z oblężonego Zbaraża, dowodził też oddziałem u starosty jaworowskiego (Jana Sobieskiego).